# Taça de Portugal 2006/07
Die Taça de Portugal 2006/07 war die 67. Austragung des portugiesischen Pokalwettbewerbs. Er wurde vom portugiesischen Fußballverband ausgetragen. Pokalsieger wurde Sporting Lissabon, das sich im Finale gegen Belenenses Lissabon durchsetzte.
Alle Begegnungen wurden nach unentschiedenem Ausgang zunächst um zweimal 15 Minuten verlängert, und wenn nötig im anschließenden Elfmeterschießen entschieden.

## Teilnehmende Teams
| Primeira Liga (16) | Primeira Liga (16) | Liga Vitalis (15) | Liga Vitalis (15) |
| --- | --- | --- | --- |
| - Académica de Coimbra - SC Beira-Mar - Belenenses Lissabon - Benfica Lissabon - Boavista Porto - Sporting Braga - Desportivo Aves - CF Estrela Amadora | - Nacional Funchal - Marítimo Funchal - Naval 1º de Maio - FC Paços de Ferreira - FC Porto - Sporting Lissabon - União Leiria - Vitória Setúbal | - GD Chaves - GD Estoril Praia - CD Feirense - Gondomar SC - Leixões SC - CD Olivais e Moscavide - SC Olhanense - FC Penafiel | - Portimonense SC - Rio Ave FC - CD Santa Clara - CD Trofense - Varzim SC - Vitória Guimarães - FC Vizela |
| Segunda Divisão (55) | | | |
| - Abrantes FC - Atlético CP - AA Avanca - FC Barreirense - GD Bragança - AD Camacha - SC Covilhã - Eléctrico Ponte de Sor - SC Esmoriz - SC Espinho - AD Fafe - FC Famalicão - CD Fátima - Fiães SC | - SC Freamunde - Imortal DC - FC Infesta - FC Lixa - Louletano DC - AD Lousada - SC Lusitânia - Lusitânia Lourosa - AD Machico - CD Mafra - FC Madalena - FC Maia - SC Maria da Fonte - FC Marco | - CA Mirandense - Moreirense FC - SL Nelas - Odivelas FC - UD Oliveirense - Oliveira do Bairro SC - CD Operário - FC Pampilhosa - USC Paredes - SC Penalva Castelo - CD Pinhalnovense - Sporting Pombal - CD Portosantense - AD Pontassolense | - AD Portomosense - Real SC Queluz - CD Ribeira Brava - GD Ribeirão - UD Rio Maior - SC Dragões Sandinenses - União Madeira - União Messinense - SC União Torreense - GD Tourizense - União Lamas - Estrela Vendas Novas - AC Vila Meã |
| Terceira Divisão (101) | | | |
| - RD Águeda - GC Alcobaça - GD Alcochetense - SR Almancilense - Amarante FC - FC Amares - Amora FC - Anadia FC - SC Angrense - CR Ataense - GD Baira-Mar - CD Beja - Benfica e Castelo Branco - GDR Bidoeirense - SCE Bombarralense - Brito SC - Caldas SC - Juventude Campinense - Canedo FC - CF Caniçal - Capelense SC - Casa Pia AC - Atlético Cabeceirense - AC Cacém - CSD Câmara de Lobos - UDR Caranguejeira | - SL Cartaxo - AD Carregado - CD Cerveira - SU 1º Dezembro - O Elvas CAD - Ermesinde SC - Juventude Évora - Fayal SC - FC Ferreiras - GD Gafanha - UD Gândara - Marítimo Graziosa - GD Joane - GD Lagoa - GDRC Social Lamas - Leça FC - AD Limianos - Aliados FC Lordelo - Sporting Lourel - Lusitano GC Évora - Lusitano VRSA - CA Macedo de Cavaleiros - FC Marinhas - AC Marinhense - Merelinense FC - SC Mirandela | - GD Milheiroense - Mondinense FC - GDR Monsanto - CD Montijo - AD Oeiras - CF Oliveira do Douro - FC Oliveira Hospital - AD Oliveirense - Clube Oriental de Lisboa - CD Paços de Brandão - FC Pedras Rubras - AD Penamacorense - GD Peniche - Vitória do Pico - CD Cova da Piedade - Atlético Povoense - SC Praiense - Rebordosa AC - Atlético Reguengos - Atlético Riachense - AD Sanjoanense - UD Santana - GD Santacombadense - CD Santo António - Santiago FC | - AD São Pedro da Cova - AD Sátão - SC São João de Ver - Sertanense FC - FC Serpa - Silves FC - GD Sourense - Sport União Sintrense - FC Tirsense - UD Tocha - CD Tondela - GD Torre Moncorvo - União de Coimbra - União Idanhense - União Micaelense - União Torcatense - CA Valdevez - AD Valecambrense - AD Valonguense - Marítimo Velense - SC Vianense - Vieira SC - Vilanovense FC - Vilaverdense FC - SC Vila Real |
| Distrikte (23) | | | |
| - ADRC Aguiar Beira - GD Águias Moradal - AC Alijoense - CF Armacenenses - AC Bougadense - GDR Canas Senhorim - Juventude Carregosense | - AD Fazendense - Juventude Lajense - CD Lousanense - FC Mãe d’Água - FC Monfortense - Neves FC | - GDC Oriolenses - Juventude Pedras Salgadas - GD Pescadores - GDRC Ponterrolense - CDC Porto Moniz - Boavista São Mateus | - UD Seia - GD Serzedelo - União Desportiva da Serra - União de Nordeste - Vasco da Gama AC - CF Vasco da Gama |

## 1. Runde
Teilnehmer waren 101 Vereine aus der Terceira Divisão und 23 Vereine der Distriktverbände. Reservemannschaften von Profiklubs waren nicht teilnahmeberechtigt. Die Spiele fanden am 3. September 2006 statt.

Freilos: Canedo FC, SL Cartaxo, SU 1º Dezembro, CA Macedo de Cavaleiros, AD Penamacorense, Juventude Lajense und União Desportiva da Serra
|                           | Ergebnis              |                          |
| ------------------------- | --------------------- | ------------------------ |
| Amora FC                  | 0:0 n. V. (4:3 i. E.) | Lusitano GC Évora        |
| GD Baira-Mar              | 3:1                   | Rebordosa AC             |
| O Elvas CAD               | 1:2                   | FC Serpa                 |
| Juventude Évora           | 3:1                   | CD Montijo               |
| Clube Oriental de Lisboa  | 2:0 n. V.             | CD Beja                  |
| CF Vasco da Gama          | 2:2 n. V. (5:4 i. E.) | Lusitano VRSA            |
| AD Oeiras                 | 2:0                   | GD Alcochetense          |
| CDC Porto Moniz           | 3:3 n. V. (5:3 i. E.) | GDRC Ponterrolense       |
| GD Gafanha                | 1:1 n. V. (5:4 i. E.) | GDR Monsanto             |
| GDR Bidoeirense           | 1:1 n. V. (5:4 i. E.) | Benfica e Castelo Branco |
| AD Valonguense            | 1:0                   | Caldas SC                |
| CD Cova da Piedade        | 0:1                   | UD Santana               |
| UD Tocha                  | 5:5 n. V. (3:2 i. E.) | GD Milheiroense          |
| GD Lagoa                  | 5:1 n. V.             | AD Carregado             |
| CSD Câmara de Lobos       | 0:1                   | Silves FC                |
| União de Nordeste         | 1:1 n. V. (2:4 i. E.) | Fayal SC                 |
| Santiago FC               | 1:0                   | União Micaelense         |
| SC Praiense               | 3:2 n. V.             | SC Angrense              |
| Marítimo Velense          | 3:1                   | CD Santo António         |
| Capelense SC              | 2:0                   | Boavista São Mateus      |
| Marítimo Graziosa         | 1:0                   | Vitória do Pico          |
| Atlético Reguengos        | 1:2                   | FC Ferreiras             |
| FC Monfortense            | 1:2 n. V.             | CF Caniçal               |
| SR Almancilense           | 3:1 n. V.             | Juventude Campinense     |
| Atlético Povoense         | 5:1                   | GDC Oriolenses           |
| AC Cacém                  | 4:0                   | CF Armacenenses          |
| Sport União Sintrense     | 5:1                   | Sporting Lourel          |
| GDRC Social Lamas         | 2:1                   | SCE Bombarralense        |
| Atlético Riachense        | 4:1                   | GD Águias Moradal        |
| GD Joane                  | 1:0                   | Amarante FC              |
| CA Valdevez               | 3:0                   | SC Vila Real             |
| SC Mirandela              | 2:1                   | Vieira SC                |
| Rebordosa AC              | 3:1                   | SC Vianense              |
| Aliados FC Lordelo        | 2:1                   | AD Limianos              |
| GDR Canas Senhorim        | 0:4                   | CD Cerveira              |
| União Torcatense          | 2:2 n. V. (4:1 i. E.) | GD Torre Moncorvo        |
| Juventude Pedras Salgadas | 2:3 n. V.             | FC Amares                |
| FC Marinhas               | 6:0                   | FC Mãe d’Água            |
| AC Bougadense             | 1:0                   | Mondinense FC            |
| AC Alijoense              | 1:3                   | Leça FC                  |
| AD Oliveirense            | 3:2 n. V.             | AD São Pedro da Cova     |
| CF Oliveira do Douro      | 1:0                   | FC Pedras Rubras         |
| Ermesinde SC              | 1:1 n. V. (2:4 i. E.) | GD Serzedelo             |
| GD Peniche                | 3:2                   | GD Santacombadense       |
| UDR Caranguejeira         | 3:1                   | FC Oliveira Hospital     |
| GC Alcobaça               | 3:0                   | ADRC Aguiar Beira        |
| AD Fazendense             | 0:1                   | CD Paços de Brandão      |
| AD Sanjoanense            | 1:0                   | SC São João de Ver       |
| Sertanense FC             | 1:0                   | Anadia FC                |
| Juventude Carregosense    | 0:0 n. V. (4:3 i. E.) | RD Águeda                |
| UD Gândara                | 0:2                   | AC Marinhense            |
| Neves FC                  | 0:0 n. V. (4:3 i. E.) | Brito SC                 |
| FC Tirsense               | 5:0                   | Atlético Cabeceirense    |
| CD Tondela                | 0:2                   | GD Sourense              |
| AD Valecambrense          | 2:1                   | União Idanhense          |
| AD Sátão                  | 1:0                   | CD Lousanense            |
| Merelinense FC            | 5:0                   | Vilaverdense FC          |
| União de Coimbra          | 0w. o. 1              | UD Seia                  |
| Casa Pia AC               | 0w. o. 2              | Vasco da Gama AC         |
| Vilanovense FC            | 0w. o. 3              | CR Ataense               |

## 2. Runde
Zu den 67 qualifizierten Teams aus der 1. Runde kamen 55 Vereine aus der drittklassigen Segunda Divisão hinzu. Reservemannschaften von Profiklubs waren nicht teilnahmeberechtigt. Die Spiele fanden am 23. und 24. September 2006 statt.

Freilos: AA Avanca, Imortal DC, Louletano DC, SC Maria da Fonte, Oliveira do Bairro SC, USC Paredes, GD Tourizense, Marítimo Graziosa, CD Paços de Brandão und AC Bougadense
|                           | Ergebnis              |                         |
| ------------------------- | --------------------- | ----------------------- |
| FC Marco                  | 2:1                   | Canedo FC               |
| GD Lagoa                  | 3:1                   | AD Oeiras               |
| SL Cartaxo                | 1:2                   | Casa Pia AC             |
| SC União Torreense        | 2:0                   | SR Almancilense         |
| Odivelas FC               | 0:0 n. V. (6:5 i. E.) | Real SC Queluz          |
| Atlético CP               | 5:0                   | FC Serpa                |
| Sport União Sintrense     | 1:0                   | Estrela Vendas Novas    |
| União Desportiva da Serra | 2:2 n. V. (5:3 i. E.) | GDR Bidoeirense         |
| AD Portomosense           | 1:1 n. V. (8:9 i. E.) | UD Tocha                |
| Capelense SC              | 5:3                   | AD Penamacorense        |
| União de Coimbra          | 2:3 n. V.             | CD Operário             |
| FC Madalena               | 3:0                   | SC Praiense             |
| GD Baira-Mar              | 2:0                   | Silves FC               |
| UD Rio Maior              | 2:0                   | Atlético Povoense       |
| Clube Oriental de Lisboa  | 2:2 n. V. (2:3 i. E.) | Eléctrico Ponte de Sor  |
| CR Ataense                | 2:1                   | AC Vila Meã             |
| União Torcatense          | 1:1 n. V. (2:3 i. E.) | Rebordosa AC            |
| GD Serzedelo              | 1:2                   | FC Famalicão            |
| FC Maia                   | 0:0 n. V. (3:2 i. E.) | FC Lixa                 |
| AD Fafe                   | 2:3                   | CA Macedo de Cavaleiros |
| Moreirense FC             | 1:0                   | Aliados FC Lordelo      |
| Juventude Évora           | 1:0                   | Abrantes FC             |
| FC Barreirense            | 2:0                   | CF Vasco da Gama        |
| UDR Caranguejeira         | 0:1                   | AD Sátão                |
| União Messinense          | 0:2                   | CD Pinhalnovense        |
| Amora FC                  | 1:2                   | SU 1º Dezembro          |
| CD Mafra                  | 3:2                   | AC Cacém                |
| FC Ferreiras              | 2:2 n. V. (4:2 i. E.) | Atlético Riachense      |
| Sertanense FC             | 5:2                   | Marítimo Velense        |
| GD Gafanha                | 0:2                   | AD Valecambrense        |
| FC Marinhas               | 0:1                   | SC Mirandela            |
| UD Santana                | 2:0                   | CDC Porto Moniz         |
| SC Esmoriz                | 1:0 n. V.             | CD Portosantense        |
| UD Oliveirense            | 3:0                   | AD Sanjoanense          |
| AD Oliveirense            | 3:0                   | FC Tirsense             |
| GD Ribeirão               | 2:1                   | Neves FC                |
| Merelinense FC            | 0:2                   | Leça FC                 |
| CD Cerveira               | 1:3                   | GD Joane                |
| FC Amares                 | 0:1                   | AD Lousada              |
| SC Freamunde              | 0:1                   | CA Valdevez             |
| CF Oliveira do Douro      | 0:1                   | AD Pontassolense        |
| Lusitânia Lourosa         | 3:0                   | FC Infesta              |
| SC Dragões Sandinenses    | 0:1                   | AD Camacha              |
| GD Peniche                | 1:2 n. V.             | FC Pampilhosa           |
| Sporting Pombal           | 0:0 n. V. (4:2 i. E.) | AC Marinhense           |
| CD Fátima                 | 0:3                   | SC Penalva Castelo      |
| SL Nelas                  | 1:2                   | SC Lusitânia            |
| Santiago FC               | 3:2 n. V.             | GDRC Social Lamas       |
| GD Sourense               | 2:0                   | Fayal SC                |
| SC Covilhã                | 4:0                   | CA Mirandense           |
| União Lamas               | 2:0                   | AD Valonguense          |
| União Madeira             | 3:0                   | CF Caniçal              |
| AD Machico                | 3:3 n. V. (4:2 i. E.) | Fiães SC                |
| SC Espinho                | 2:1                   | Juventude Carregosense  |
| GC Alcobaça               | 6:0                   | Juventude Lajense       |
| CD Ribeira Brava          | 1:2                   | GD Bragança             |

## 3. Runde
Qualifiziert waren die 66 Teams aus der 2. Runde und 15 Vereine aus der zweitklassigen Liga Vitalis. Gil Vicente FC trat nicht an. Die Spiele fanden am 11. und 12. November 2006 statt.

Freilos: Casa Pia AC
|                        | Ergebnis              |                           |
| ---------------------- | --------------------- | ------------------------- |
| SC Penalva Castelo     | 2:0 n. V.             | SU 1º Dezembro            |
| Sport União Sintrense  | 0:1                   | GD Estoril Praia          |
| CD Operário            | 1:2                   | Rio Ave FC                |
| AA Avanca              | 0:2                   | Gondomar SC               |
| Odivelas FC            | 4:0                   | CR Ataense                |
| União Madeira          | 5:1                   | AD Machico                |
| CD Pinhalnovense       | 4:1                   | CD Paços de Brandão       |
| GD Lagoa               | 4:0                   | União Desportiva da Serra |
| SC Esmoriz             | 0:1                   | AD Pontassolense          |
| SC Lusitânia           | 2:0                   | GD Chaves                 |
| GD Sourense            | 1:2                   | Santiago FC               |
| Capelense SC           | 0:3                   | Portimonense SC           |
| SC Mirandela           | 2:2 n. V. (4:5 i. E.) | CD Feirense               |
| Rebordosa AC           | 1:3 n. V.             | CA Macedo de Cavaleiros   |
| Lusitânia Lourosa      | 0:2                   | FC Famalicão              |
| SC Espinho             | 2:1                   | Eléctrico Ponte de Sor    |
| FC Vizela              | 1:0                   | Sporting Pombal           |
| Leixões SC             | 1:0                   | GD Ribeirão               |
| AD Sátão               | 0:0 n. V. (2:4 i. E.) | SC Olhanense              |
| Juventude Évora        | 2:2 n. V. (4:3 i. E.) | FC Pampilhosa             |
| CD Santa Clara         | 3:1                   | GD Baira-Mar              |
| GD Bragança            | 3:2 n. V.             | Imortal DC                |
| União Lamas            | 1:1 n. V. (2:4 i. E.) | UD Santana                |
| GD Joane               | 1:1 n. V. (1:3 i. E.) | Louletano DC              |
| FC Maia                | 1:0                   | FC Madalena               |
| CA Valdevez            | 0:1                   | USC Paredes               |
| FC Marco               | 1:0                   | AD Lousada                |
| AD Camacha             | 4:0                   | GC Alcobaça               |
| CD Trofense            | 0:1                   | UD Rio Maior              |
| CD Olivais e Moscavide | 1:0                   | UD Tocha                  |
| SC União Torreense     | 1:1 n. V. (2:4 i. E.) | Atlético CP               |
| CD Mafra               | 2:1 n. V.             | Vitória Guimarães         |
| Sertanense FC          | 3:2 n. V.             | FC Barreirense            |
| SC Covilhã             | 1:0                   | GD Tourizense             |
| SC Maria da Fonte      | 3:0                   | AC Bougadense             |
| Oliveira do Bairro SC  | 1:1 n. V. (5:4 i. E.) | UD Oliveirense            |
| FC Ferreiras           | 0:1                   | AD Oliveirense            |
| Moreirense FC          | 1:1 n. V. (4:5 i. E.) | AD Valecambrense          |
| Marítimo Graziosa      | 0:1                   | FC Penafiel               |
| Varzim SC              | 3:1                   | Leça FC                   |

## 4. Runde
Zu den 41 qualifizierten Teams aus der 3. Runde kamen die 16 Vereine der Primera Liga hinzu. Die Spiele fanden zwischen dem 21. Dezember 2006 und 7. Januar 2007 statt.

Freilos: Rio Ave FC
|                      | Ergebnis              |                         |
| -------------------- | --------------------- | ----------------------- |
| União Madeira        | 1:3                   | Sporting Lissabon       |
| Benfica Lissabon     | 5:0                   | Oliveira do Bairro SC   |
| FC Porto             | 0:1                   | Atlético CP             |
| USC Paredes          | 2:4 n. V.             | Belenenses Lissabon     |
| Gondomar SC          | 3:0                   | UD Rio Maior            |
| AD Valecambrense     | 2:4                   | Varzim SC               |
| SC Penalva Castelo   | 2:1                   | SC Maria da Fonte       |
| Santiago FC          | 0:1                   | Odivelas FC             |
| Leixões SC           | 2:1 n. V.             | FC Famalicão            |
| GD Bragança          | 4:2                   | FC Marco                |
| Desportivo Aves      | 1:0                   | AD Oliveirense          |
| FC Penafiel          | 1:0                   | Marítimo Funchal        |
| AD Camacha           | 1:0                   | SC Olhanense            |
| AD Pontassolense     | 2:1                   | CD Olivais e Moscavide  |
| Louletano DC         | 1:0                   | SC Espinho              |
| SC Beira-Mar         | 6:0                   | UD Santana              |
| FC Maia              | 2:0                   | GD Lagoa                |
| CF Estrela Amadora   | 2:1 n. V.             | CD Feirense             |
| Boavista Porto       | 3:1                   | CA Macedo de Cavaleiros |
| Sertanense FC        | 1:0                   | SC Lusitânia            |
| GD Estoril Praia     | 1:1 n. V. (3:4 i. E.) | CD Santa Clara          |
| Naval 1º de Maio     | 4:0                   | Casa Pia AC             |
| Juventude Évora      | 1:4                   | CD Pinhalnovense        |
| Nacional Funchal     | 3:0                   | FC Vizela               |
| SC Covilhã           | 0:1                   | CD Mafra                |
| Sporting Braga       | 5:2                   | Portimonense SC         |
| FC Paços de Ferreira | 1:2                   | União Leiria            |
| Académica de Coimbra | 2:1                   | Vitória Setúbal         |

## 5. Runde
Qualifiziert waren die 29 Sieger der 4. Runde. Die Spiele fanden am 21. Januar 2007 statt.

Freilos: GD Bragança
|                    | Ergebnis              |                      |
| ------------------ | --------------------- | -------------------- |
| Atlético CP        | 1:0                   | CD Santa Clara       |
| Gondomar SC        | 1:4                   | Gondomar SC          |
| Odivelas FC        | 3:1                   | CD Mafra             |
| Leixões SC         | 1:2                   | Académica de Coimbra |
| Boavista Porto     | 3:1                   | SC Penalva Castelo   |
| FC Maia            | 1:0                   | Desportivo Aves      |
| CD Pinhalnovense   | 2:0                   | AD Camacha           |
| CF Estrela Amadora | 0:1                   | Naval 1º de Maio     |
| SC Beira-Mar       | 4:2                   | Louletano DC         |
| Varzim SC          | 3:1 n. V.             | Sertanense FC        |
| Sporting Braga     | 2:1                   | AD Pontassolense     |
| Sporting Lissabon  | 2:1                   | Rio Ave FC           |
| Nacional Funchal   | 0:0 n. V. (7:6 i. E.) | FC Penafiel          |
| Benfica Lissabon   | 2:1                   | União Leiria         |

## Achtelfinale
Qualifiziert waren die 15 Sieger der 5. Runde. Die Spiele fanden am 10. Februar 2007 statt.

Freilos: Sporting Braga
|                  | Ergebnis |                      |
| ---------------- | -------- | -------------------- |
| Odivelas FC      | 0:1      | Belenenses Lissabon  |
| CD Pinhalnovense | 0:6      | Sporting Lissabon    |
| Atlético CP      | 0:1      | Académica de Coimbra |
| Naval 1º de Maio | 0:1      | GD Bragança          |
| Boavista Porto   | 2:0      | Nacional Funchal     |
| FC Maia          | 0:2      | SC Beira-Mar         |
| Varzim SC        | 2:1      | Benfica Lissabon     |

## Viertelfinale
Qualifiziert waren die 8 Sieger des Achtelfinals. Die Spiele fanden am 28. Februar und 25. März 2007 statt.
|                   | Ergebnis  |                      |
| ----------------- | --------- | -------------------- |
| GD Bragança       | 1:2       | Belenenses Lissabon  |
| SC Beira-Mar      | 2:0 n. V. | Boavista Porto       |
| Sporting Lissabon | 2:1       | Académica de Coimbra |
| Sporting Braga    | 2:0       | Varzim SC            |

## Halbfinale
Die Spiele fanden am 18. und 19. April 2007 statt.
|                     | Ergebnis  |                |
| ------------------- | --------- | -------------- |
| Sporting Lissabon   | 2:1       | SC Beira-Mar   |
| Belenenses Lissabon | 2:1 n. V. | Sporting Braga |

## Finale
| Paarung             | Belenenses Lissabon – Sporting Lissabon |
| Ergebnis            | 0:1 (0:0) |
| Datum               | 27. Mai 2007 um 17:00 Uhr |
| Stadion             | Estádio Nacional, Oeiras |
| Zuschauer           | 37.000 |
| Schiedsrichter      | Pedro Proença |
| Tore                | 0:1 Liédson (87.) |
| Belenenses Lissabon | Paulo Costinha – Amaral (88. Carlitos), Rolando, Nivaldo, Rodrigo Alvim – Sandro Gaúcho, Cândido Costa, Rúben Amorim (71. Fernando Moura), José Pedro – Silas (75. José Garcés), Dady Cheftrainer: Jorge Jesus                 |
| Sporting Lissabon   | Ricardo – Abel Ferreira, Marco Caneira, Ânderson Polga, Rodrigo Tello (65. Tonel) – Miguel Veloso, João Moutinho, Nani, Leandro Romagnoli (90.+1' Custódio) – Alecsandro (70. Yannick Djaló), Liédson Cheftrainer: Paulo Bento |
| Gelbe Karten        | José Garcés – Nani |